# Shintaro Kurumaya
Shintaro Kurumaya (n. 5 aprilie 1992, Kumamoto, Japonia) este un fotbalist japonez.
Între 2017 și 2018, Kurumaya a jucat 4 meciuri pentru echipa națională a Japoniei.

## Statistici
| Japonia | Japonia | Japonia |
| An      | Meciuri | Goluri  |
| ------- | ------- | ------- |
| 2017    | 3       | 0       |
| 2018    | 1       | 0       |
| Total   | 4       | 0       |